# Gregorio Prieto
Pour les articles homonymes, voir Prieto.
Gregorio Prieto Muñoz, né le 2 mai 1897 à Valdepeñas (Province de Ciudad Real, Espagne) où il meurt le 14 novembre 1992 , est un peintre espagnol, appartenant à la Génération de 27.

## Biographie
En 1982, il reçoit la Médaille d'or du mérite des beaux-arts par le Ministère de l'Éducation, de la Culture et des Sports.

## Œuvre
Il a peint Naturaleza muerta con abanico entre 1922 et 1928[réf. nécessaire].